# Naslouchač (knižní série)
Naslouchač je dosavadní nejúspěšnější knižní sérií od autorky Petry Stehlíkové z roku 2016. Román Naslouchač je prvním dílem plánované pentalogie. Série se setkala s velmi pozitivním přijetím a stejně nadšený ohlas u čtenářů vyvolalo i jeho pokračování Faja.[kdo?]

## Knihy v sérii
- Naslouchač (2016, Host)
- Faja (2017, Host)
- Nasterea (2021, Host)
- Urla (2024, Host)[4]